# Austromegabalanus zulloi
Austromegabalanus zulloi is een zeepokkensoort uit de familie van de Balanidae. De wetenschappelijke naam van de soort is voor het eerst geldig gepubliceerd in 1979 door Newman.